# Воскресенско-Мироносицкий монастырь (Зубовка)
Воскресенско-Мироносицкий монастырь — женский монастырь Ахтубинской епархии Русской Православной Церкви, расположенный в селе Зубовка Черноярского района Астраханской области. В настоящее время имеет статус подворья Христорождественского женского монастыря.
Бывшее имение послушницы Благовещенского женского монастыря, на правом берегу Волги.

## История
В 50-х годах XIX века в соседней с селом Зубовка Старицкой станице возникла женская община под руководством надзирательницы калмыцкого приюта, послушницы Астраханского Благовещенского монастыря Ксении Полиевктовой. В 1884 году на средства, оставшиеся от умерших родителей, Ксения приобрела участок земли для общины, представлявший собой имение с плодовым садом, огородом, капустными плантациями, заливными лугами и рыбным озером. В 1887 г. Ксения подала прошение об открытии монастыря. Но решение откладывалось в связи с её репутацией неблагонадёжной.
В 1887 г. в общине был освящен первый храм в честь святых Жен Мироносиц. В 1896 г., после смены епархиального управления, было удовлетворено прошение об открытии общины. В это время в ней жило 5 сестёр. Ксения приняла постриг с именем Евсевия и стала первой игуменьей основанного ею монастыря.
К 1897 г. на территории бывшего имения были возведены следующие постройки: двухэтажный каменный корпус, флигели, избы для рабочих, конюшня, тёплый погреб, баня. Была построена церковь в честь Жён Мироносиц. Общине принадлежали около 100 голов крупного рогатого скота, 40 овец, 12 лошадей и 1 верблюд.
В 1901 г. в общине были сооружены кирпичный завод и ветряная мельница. Община насчитывала свыше 120 насельниц.
8 сентября 1902 г. состоялось официальное открытие монастыря. При этом событии присутствовали епископ Астраханский и Енотаевский Георгий и благотворители общины — купцы Иван Губин, Георгий Куликов и Иван Цветков.
И. И. Губин, известный астраханский меценат, пожертвовал обители капитал, процентами с которого она пользовалась. Сестра И. И. Губина была пострижена в монахини этого монастыря.
В 1903 г. с помощью купцов-благотворителей вокруг монастыря была сооружена каменная стена.
Святой праведный Иоанн Кронштадтский трижды посещал монастырь: 11 июля 1902 г. благословил место, выбранное под храм Святой Живоначальной Троицы, ровно через год принял участие в церемонии закладки храма, а в 1906 г. освятил вновь построенный храм.
После кончины игумении Евсевии монастырь возглавила монахиня Валентина (Ульянова) из Дубовской обители (на территории нынешней Волгоградской обл.).
В 1906 г. на территории обители была построена водонапорная башня, проведён водопровод.
Монастырский храм в честь Святой Живоначальной Троицы пятиглавым, высотой почти 35 метров. Храм был построен в византийско-русском стиле.
В монастыре существовал святой источник.

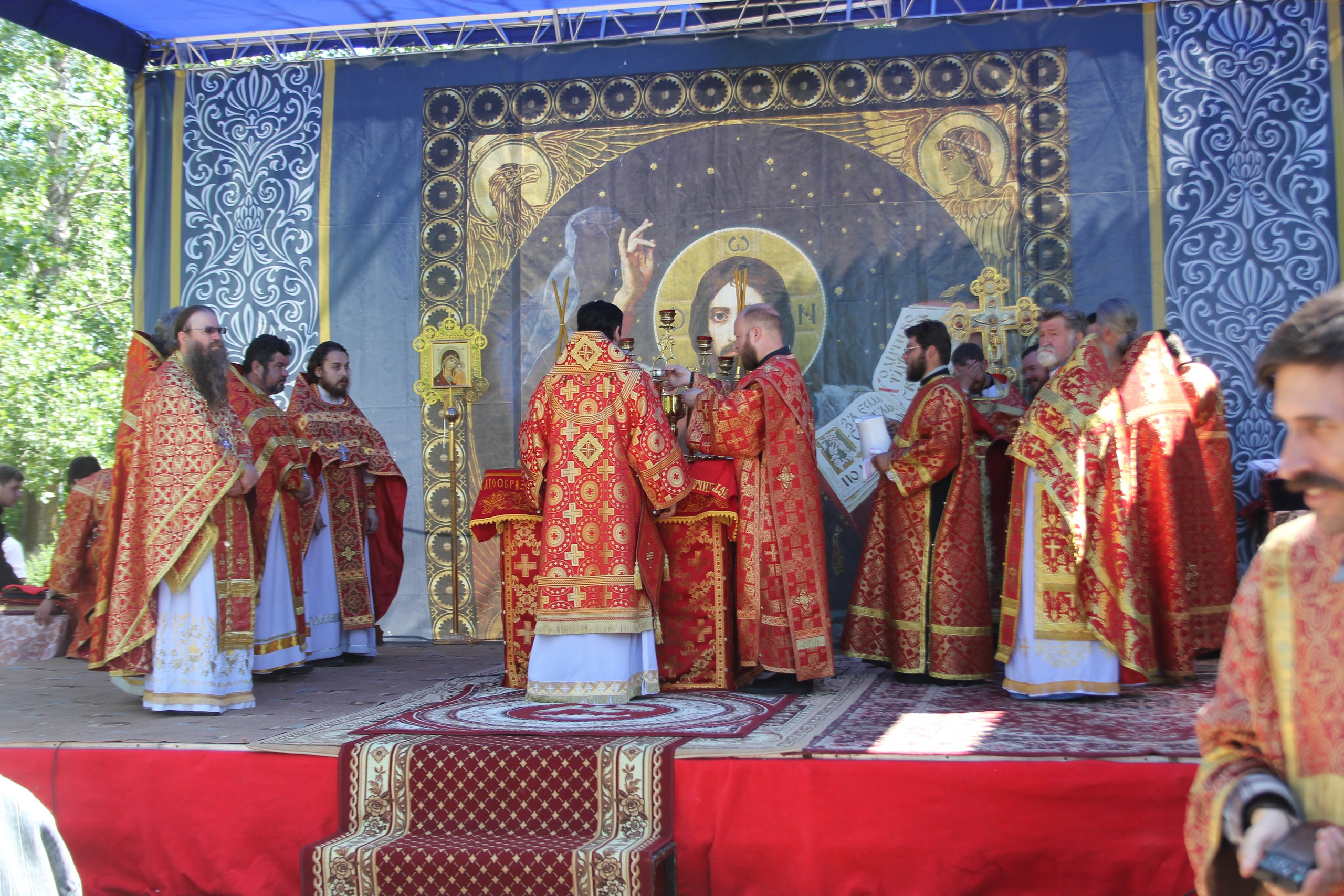
Богослужение во главе с епископом Антонием в монастыре. 21.05.16

К 1908 г. в монастыре была построена колокольня.
При обители работал приют для девочек.
У монастыря были подворья в Астрахани и селе Николаевка.
После революции 1917 года и гражданской войны на территории монастыря организовали детский дом.
В 1922 г. был разрушен монастырский собор.
Бывшие насельницы обители во главе с игуменьей Валентиной (Ульяновой) поселились в соседнем селе Старица. Так возник тайный монастырь под духовным окормлением старца архимандрита Досифея. В 1933 г. все монахини этой общины были арестованы и сосланы в лагеря.
В настоящее время местное население всё чаще высказывает мнение по поводу частичного восстановления деятельности монастыря.
До наших дней сохранилась часть монастырской стены, сестринские корпуса и церковь в честь святых Жен Мироносиц, в которой в советское время располагался сельский клуб.

## Современная история монастыря

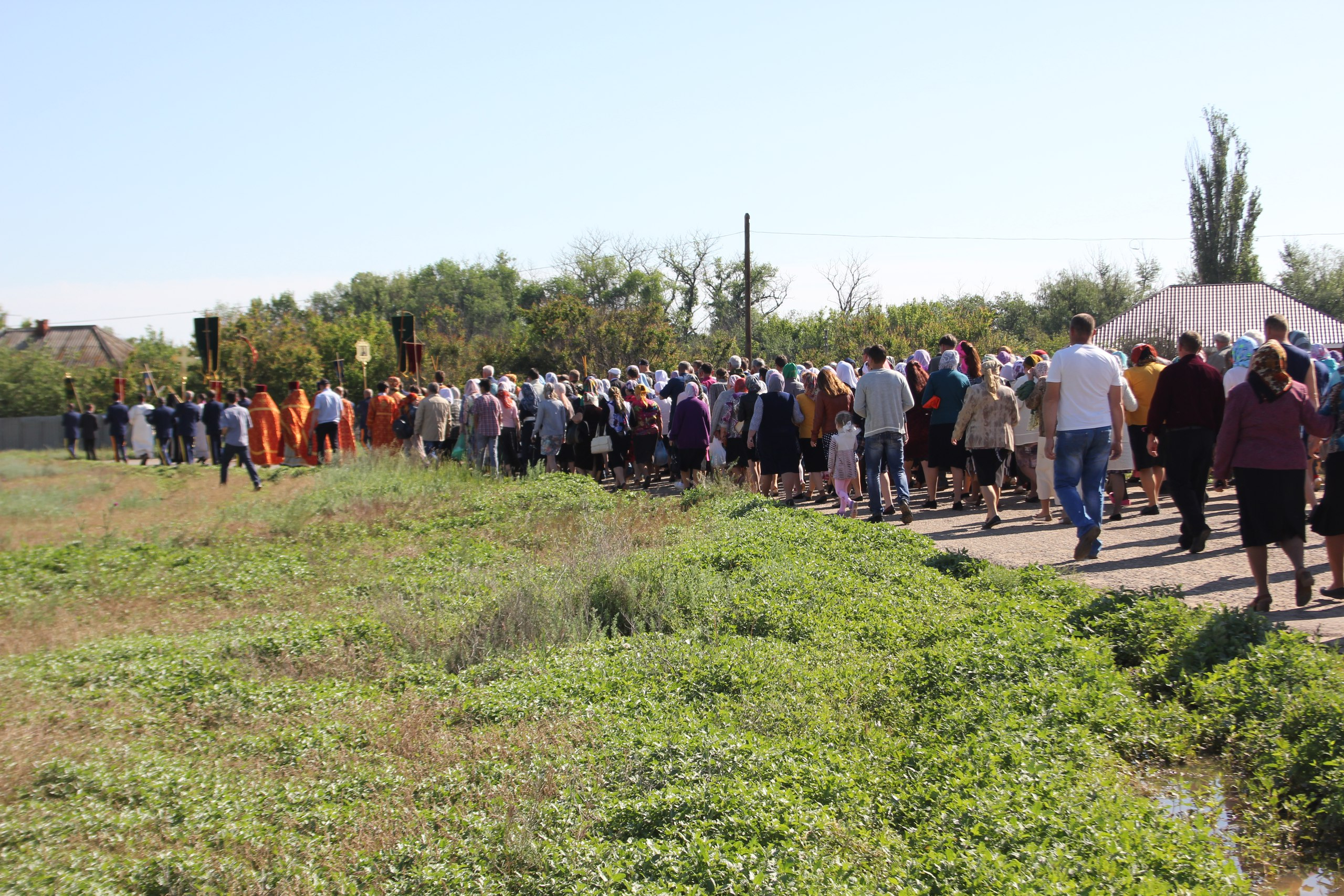
Крестный ход в Зубовке

Процесс возрождения монастыря стал набирать обороты с приездом на Ахтубинскую кафедру епископа Антония.
В Вербное воскресение 2015 года по всей Ахтубинской епархии был объявлен сбор средств. Собранные 100 тысяч рублей были переданы возрождающейся обители.
26 апреля 2015 года, в день, когда Церковь празднует день святых Жен Мироносиц, состоялось архиерейское богослужение, приуроченное к началу возрождения Воскресенско-Мироносицкого женского монастыря. На этот момент монастырь еще не имел даже помещения для проживания насельниц.
В настоящее время обитель имеет статус подворья Христорождественского женского монастыря, а насельница этого монастыря монахиня Вера (Сергеева) указом епископа Антония назначена начальницей обители.
Монахиня Вера и несколько послушниц перебрались на жительство в новый монастырь 5 июня 2015 года. Ежедневно здесь совершаются утреннее и вечернее молитвенные правила, служится ряд богослужений суточного круга: полунощница, часы, малое повечерие, утреня, а также читаются акафисты, совершаются крестные ходы. Настоятель прихода - иерей Вячеслав Лысиков, настоятель Казанского храма в с. Старица.
Святыня монастыря икона Божией Матери «Иверская», находившаяся после закрытия обители в Покровском соборе г. Астрахань, в 2016 г. вернулась в Зубовку. 3 мая 2016 года митрополит Астраханский и Камызякский Иона торжественно передал в руки епископа Ахтубинского и Енотаевского Антония эту икону. В тот же день святыня была доставлена в кафедральный собор Владимирской иконы Божией Матери г. Ахтубинск, а затем посетила 10 населённых пунктов Астраханской области. 21 мая икона была доставлена ко въезду в село, откуда крестным ходом перенесена в обитель, где под открытым небом были совершены Божественная литургия и молебен перед образом.
В августе 2019 года восстановили купол на здании монастыря.

## Святыни

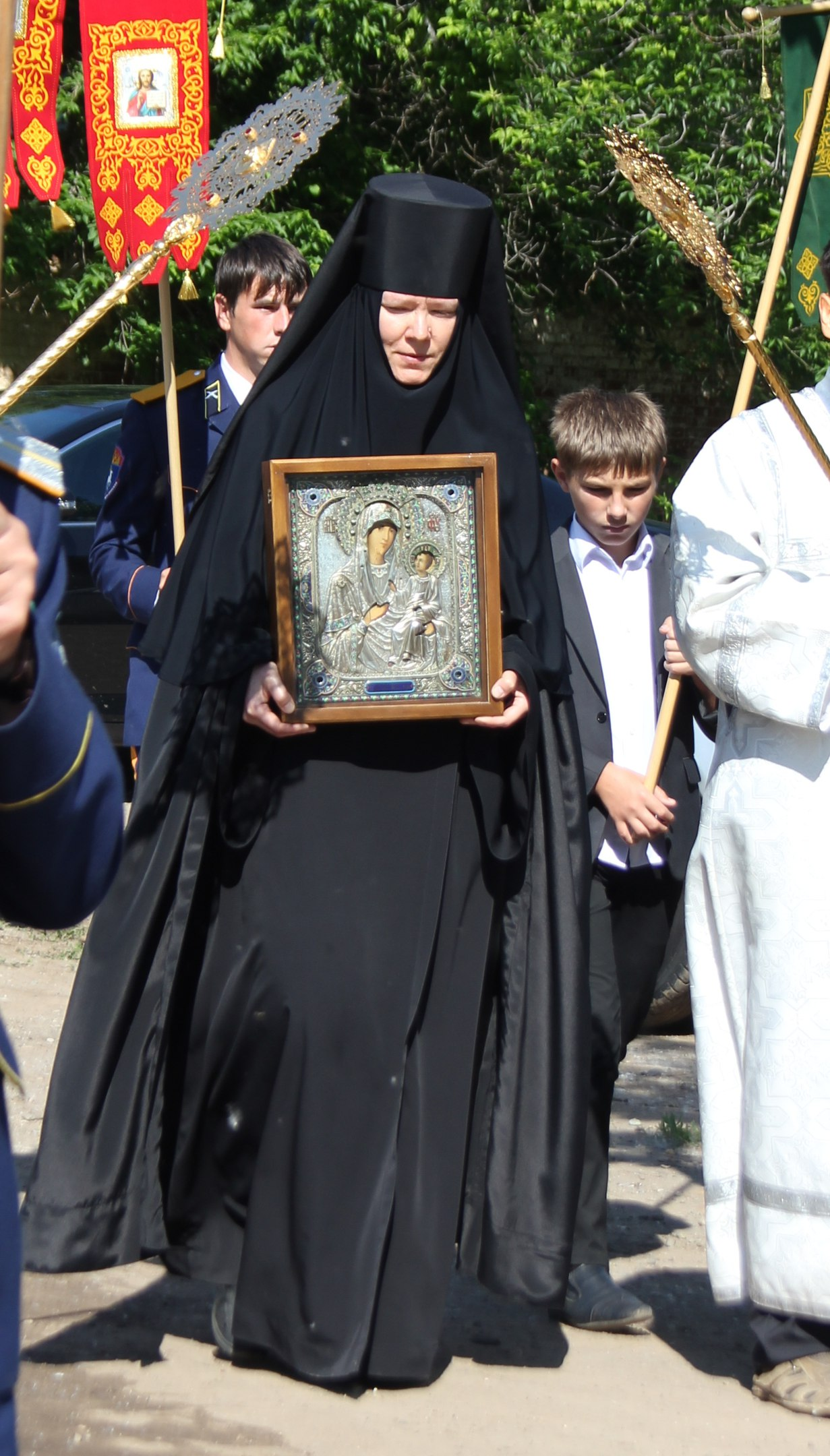
Старшая сестра монастыря - монахиня Вера с чтимой Иверской иконой монастыря во время торжественного возвращения святыни. 21.05.2016

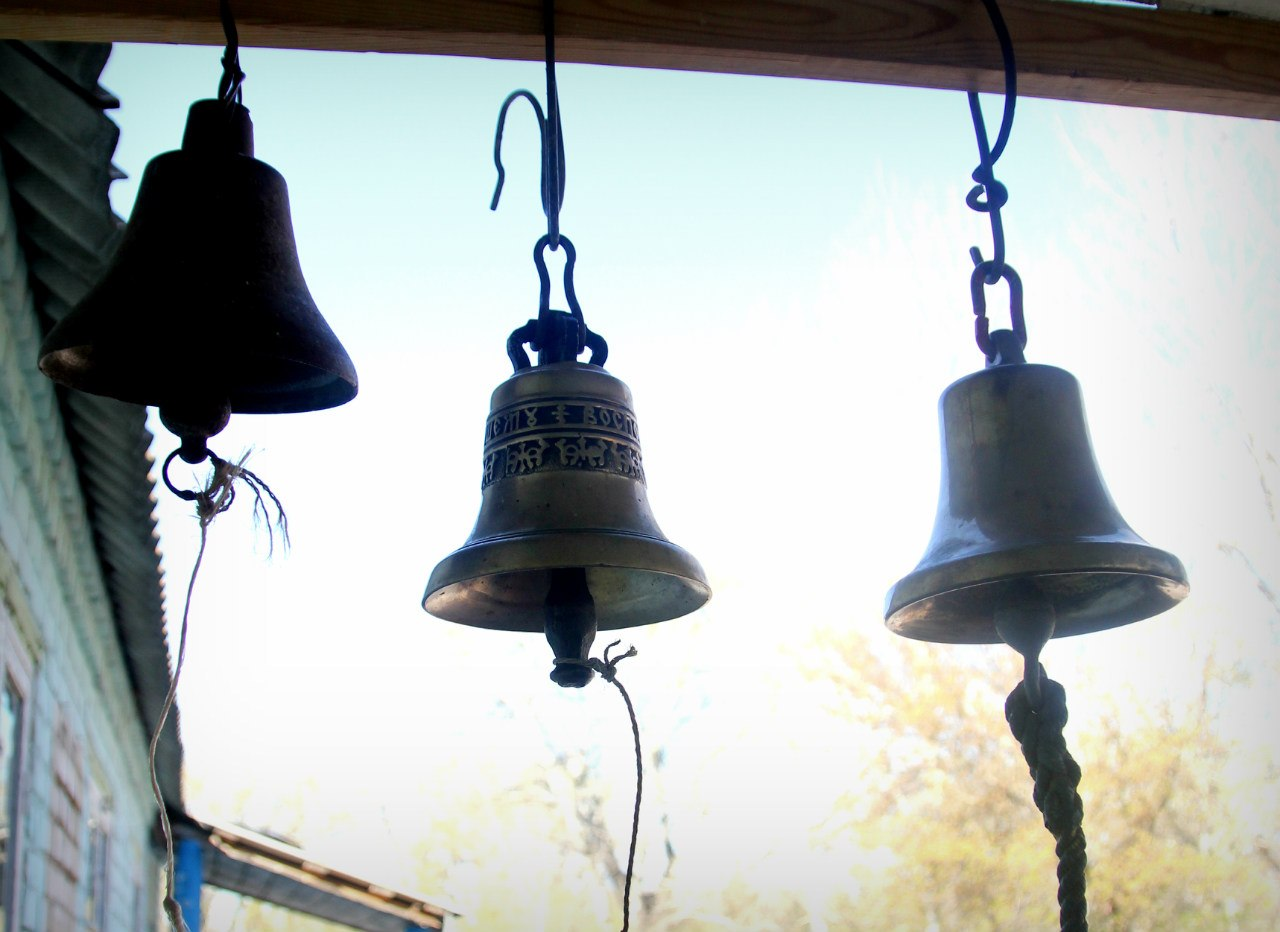
Скромная звонница возрождающегося монастыря

В прежнее время главной святыней Свято-Троицкого собора была Иверская икона Божьей Матери, располагавшаяся в сребро-позолоченной сени над Царскими вратами. По углам иконы были помещены частицы мощей апостола Андрея Первозванного, священномученика Фоки и преподобного Нила Афонского. По воскресеньям перед образом читался акафист. 21 мая 2016 года икона вернулась в монастырь.
Одна из икон монастырского храма — «Нерушимая Стена», освященная, по некоторым сведениям, Иоанном Кронштадтским, в 60-х годах XX века была передана одной из прихожанок в церковь села Никольское Астраханской области, где и находится до сих пор. Икона считается чудотворной
В настоящее время особо чтится прихожанами икона Божьей Матери «Экономисса».